# ینی سودور
ینی سودور (به لاتین: Yeni Sudur) یک منطقه مسکونی در جمهوری آذربایجان است که در شهرستان خاچماز واقع شده‌است.